# Morti nel 1336
| Questa pagina contiene informazioni ricavate automaticamente dalle voci biografiche con l'ausilio del template Bio e di un bot. L'aggiornamento è periodico e automatico e ricostruisce completamente la pagina. Se manca una persona in questa lista, sei pregato di non aggiungerla, ma accertati piuttosto che la sua voce biografica contenga il template Bio e che i dati anagrafici siano correttamente compilati. Se il template Bio manca, inseriscilo tu stesso o, in alternativa, metti l'avviso {{tmp\|Bio}} che ne segnala la mancanza. Se i dati riportati sono sbagliati, correggi direttamente la voce biografica; le modifiche saranno visibili in questa lista entro pochi giorni. Per chiarimenti vedi il progetto biografie. La lista contiene solo le 32 persone che sono citate nell'enciclopedia e per le quali è stato implementato correttamente il template Bio. Pagina aggiornata al 10 ago 2025. |

- 24 gennaio - Alfonso IV d'Aragona, sovrano (n. 1299)
- 31 gennaio - Luca Fieschi, cardinale italiano (n. 1270)
- 25 febbraio - Margiris, principe lituano
- 12 marzo - Guido II di Namur, marchese (n. 1312)
- 23 marzo - Venceslao di Płock, duca
- 5 aprile - Giovanni di Gravina, conte italiano (n. 1294)
- 17 maggio - Go-Fushimi, imperatore giapponese (n. 1288)
- 4 giugno - Guillaume Pierre Godin, cardinale e vescovo cattolico francese (n. 1260)
- 29 giugno - Federico I di Saluzzo, marchese italiano (n. 1287)
- 4 luglio - Isabella d'Aragona, sovrana portoghese (n. 1271)
- 4 luglio - Kusunoki Masashige, militare giapponese (n. 1294)
- 19 agosto - Angelo Dolfin, vescovo cattolico italiano
- 5 settembre - Carlo d'Étampes, nobile (n. 1305)
- 13 settembre - Giovanni Plantageneto, nobile inglese (n. 1316)
- 30 settembre - Caterina di Savoia, nobile
- 9 ottobre - Enrico di Metz, vescovo cattolico francese
- 11 novembre - Edoardo I di Bar, conte (n. 1295)
- 24 dicembre - Cino da Pistoia, poeta e giurista italiano
- Aimerico V di Narbona, nobile franco
- Buzan Khan, condottiero mongolo
- Loffredo III Caetani, nobiluomo italiano
- Berengario Carroz, militare spagnolo
- Cenne da la Chitarra, paroliere italiano
- Guidinello III da Montecuccoli, condottiero italiano (n. 1247)
- Vatatza Lascaris di Ventimiglia, nobile italiana
- Leszek di Racibórz, nobile polacco
- Lanzerotto Malocello, mercante, navigatore e esploratore italiano (n. 1270)
- Maria di Borgogna, nobildonna francese (n. 1298)
- Ramon Muntaner, militare e scrittore (n. 1265)
- Raimondo de Mausaco, vescovo cattolico e francescano francese
- Sveva del Balzo, nobile italiana (n. 1305)
- Pietro di Moncada, nobile e vescovo cattolico italiano